# Tybory-Wólka
Tybory-Wólka – wieś w Polsce położona w województwie podlaskim, w powiecie wysokomazowieckim, w gminie Wysokie Mazowieckie.
Zaścianek szlachecki Wólka należący do okolicy zaściankowej Twarogi położony był w drugiej połowie XVII wieku w ziemi drohickiej województwa podlaskiego. W latach 1975–1998 miejscowość administracyjnie należała do województwa łomżyńskiego.
Wierni kościoła rzymskokatolickiego należą do parafii św. Michała Archanioła w Jabłonce Kościelnej.

## Historia
Wieś założona prawdopodobnie w XV w. 
Legenda głosi że w XIV wieku w jednym ze stawów znajdujących się na terenie wsi grasował olbrzymi wodny stwór.
W roku 1827 miejscowość liczyła 13 domów i 75. mieszkańców. W pobliżu kilka innych wsi tworzących tzw. okolicę szlachecką Tybory. Pod koniec XIX w. należała do gminy Chojane i parafii Jabłonka. Grunty wiejskie liczyły 129, a folwarczne 355 morgów.
W roku 1921 naliczono 31 budynków z przeznaczeniem mieszkalnym oraz 173. mieszkańców (71. mężczyzn i 102. kobiety). Wszyscy podali narodowość polską i wyznanie rzymskokatolickie.